# Devin Logan
Devin Logan (West Dover, 17 febbraio 1993) è un'ex sciatrice freestyle statunitense.

## Biografia
In Coppa del Mondo ha esordito il 20 marzo 2011 a La Plagne, ottenendo subito il primo podio (2ª nell'halfpipe), e ha ottenuto la prima vittoria il 22 agosto 2012 a Cardrona nella stessa disciplina.
In carriera ha partecipato a due edizioni dei Giochi olimpici invernali, Soči 2014 (2ª nello slopestyle) e Pyeongchang 2018 (10ª nello slopestyle e 15ª nell'halfpipe), e a due dei Campionati mondiali vincendo la medaglia di bronzo nell'halfpipe a Sierra Nevada 2017.

## Palmarès

### Olimpiadi
- 1 medaglia:
  - 1 argento (slopestyle a Soči 2014)

### Mondiali
- 1 medaglia:
  - 1 bronzo (halfpipe a Sierra Nevada 2017)

### Winter X Games
- 4 medaglie:
  - 2 argenti (slopestyle ad Aspen 2012; superpipe a Tignes 2012)
  - 2 bronzi (superpipe a Tignes 2011; slopestyle ad Hafjell 2017)

### Mondiali juniores
- 3 medaglie:
  - 1 oro (slopestyle a Valmalenco 2012)
  - 2 bronzi (slopestyle, halfpipe a Cardrona 2010)

### Coppa del Mondo
- Vincitrice della Coppa del Mondo generale di freestyle nel 2016
- Vincitrice della Coppa del Mondo di halfpipe nel 2014
- Miglior piazzamento in Coppa del Mondo di slopestyle: 3ª nel 2012
- 14 podi:
  - 3 vittorie
  - 8 secondi posti
  - 3 terzi posti

#### Coppa del Mondo - vittorie
| Data           | Luogo    | Paese         | Disciplina |
| -------------- | -------- | ------------- | ---------- |
| 22 agosto 2012 | Cardrona | Nuova Zelanda | HP         |
| 17 agosto 2013 | Cardrona | Nuova Zelanda | HP         |
| 23 agosto 2015 | Cardrona | Nuova Zelanda | HP         |

Legenda:

HP = Halfpipe